# دنیا فرهادی
دنیا (سانی) فرهادی ۲۲ ساله اهل ایذه ساکن اهواز دانشجوی رشته معماری دانشگاه آزاد اهواز بود که در جریان خیزش ۱۴۰۱ انقلابی ایران به دست نیروهای بسیجی و لباس شخصی کشته شد. شورای صنفی دانشجویان در گزارش خود می‌گویند: «دنیا فرهادی در روز ۱۶ آذر ۱۴۰۱ همزمان با روز دانشجو در اعتراضات دانشجویی حضور یافته و با بسیجی‌های دانشگاه درگیری کلامی داشته‌است.» سپس ساعت ۹ شب با یکی از دوستان خود که هویت او مشخص نیست قرار داشته و این را با تماسی به اطلاع مادر خود می‌رساند. او ساعت ۱۰ شب نیز تماس ناموفقی با پدر خود داشته و پس از آن ناپدید شده‌است. خانواده دنیا فرهادی پس از ردیابی گوشی تلفن او متوجه می‌شوند که کنار پل کارون آخرین محل حضورش بوده و آنجا با خونی ریخته شده روی زمین مواجه می‌شوند و بنا بر نتایج تست‌های خون، «خون متعلق به دنیا فرهادی بوده‌است.» ‏تا چهار روز نیروهای امنیتی اجازه حضور غواص برای پیدا کردن این دختر دانشجو در کارون را نمی‌دهند تا اینکه جسد بی‌جان او در پنجشنبه ۲۴ آذر ۱۴۰۱ توسط ماهیگیرهای کوت عبداله پیدا شده و خانواده متوجه شده‌اند که به دخترشان با تیر شلیک شده‌است.